# Dewanpasa
Dewanpasa es una ciudad censal situada en el distrito de Tripura septentrional en el estado de Tripura (India). Su población es de 8761 habitantes (2011). 

## Demografía
Según el censo de 2011 la población de Dewanpasa era de 8761 habitantes, de los cuales 4510 eran hombres y 4251 eran mujeres. Dewanpasa tiene una tasa media de alfabetización del 90,97%, superior a la media estatal del 87,22%: la alfabetización masculina es del 92,84%, y la alfabetización femenina del 88,99%.